# Estación Monroe
Monroe es una estación ferroviaria ubicada en el paraje del mismo nombre, partido de Partido de Salto, Provincia de Buenos Aires, Argentina.

## Servicios
Actualmente, no presta servicios de ningún tipo.

## Historia
En el año 1860 fue inaugurada la Estación, por parte del Ferrocarril Buenos Aires al Pacífico, en el Ramal Rawson - Arribeños.